# رمضان الحمود
الممثل السوري رمضان حمود

رمضان حمود (1968 في حمص) درس وتخرج من المعهد العالي للفنون المسرحية في سورية، قدم العديد من الأعمال والمسلسلات السورية وعلى الرغم من قلة أعماله الا أنه أبدع إبداعا منقطع النظير ومن أهم أدواره يونس في عيلة 6 نجوم وفي جميل و هناء وفي ياسين تورز وغيرها، عمل في المسرح القومي بعدة عروض منها دائما وابدا إخراج هادي المهدي وسندريلا إخراج المبدع الراحل نضال سيجري وكلاكيت اخرج تامر عربيد وعمل أيضا في عدة أفلام وثائقيه كمساعد مخرج وأخرج عدة عروض مسرحيه في مدينته حمص اهمها الدب لتشيخوف ومسرحيه عن روايه ماركيز ليس لدى الجنرال من يكاتبه وعدة عروض للاطفال لشركة عالم قرناس حوالي ال30 عرض اغلبها عرضت بالامارات ومسرحيه في بيتنا ثعلب إخراج سوزان نجم الدينوقدم عدة عروض مسرحية للأطفال في السعودية بمهرجانات (جده غير)المعروفة...
و حاليا سيكون له دور في مسلسل الخطايا الذي يتم تصويره للموسم الرمضاني 2015 ...
أعماله في التلفزيون:
عيلة 6 نجوم - يوميات جميل و هناء - الحنطة وبس - ياسين تورز - 2ب2 - هومي هون